# Brigitte Vallée
Pour les articles homonymes, voir Vallée (homonymie) et Salesse.
Brigitte Vallée est une mathématicienne et algorithmicienne française née le 3 juin 1950 à Courbevoie en France. Elle est directrice de recherche émérite au CNRS et travaille au Groupe de recherche en informatique, image, automatique et instrumentation de Caen (GREYC), à l'université de Caen Basse-Normandie.

## Biographie
Elle intègre l'École normale supérieure de jeunes filles en 1970 et obtient un doctorat d'État de l'université de Caen en 1986.
Ses travaux portent sur la théorie des nombres, en particulier l'analyse de l'algorithme LLL, un algorithme de réduction de réseau, les algorithmes de division euclidienne pour calculer le PGCD ainsi que l'analyse de la complexité des algorithmes sous un modèle de sources dynamiques.
Brigitte Vallée est nommée membre du Conseil national du numérique (CNN) pour une durée de trois ans en janvier 2013.
En juillet 2013, elle est nommée chevalière de la Légion d'honneur.

## Distinctions
- Chevalière de la Légion d'honneur (2013).